# Rhinopias frondosa
El pez escorpión maleza (Rhinopias frondosa) es un pez marino bentos que pertenece a la familia Scorpaenidae.

## Descripción
El pez escorpión maleza posee un cuerpo muy compacto, su longitud máxima es de 23 cm, y puede presentar importantes variaciones en cuanto a su coloración como también cuanto a los apéndices que cuelgan de su piel, dependiendo del medio ambiente. Los especímenes hallados en aguas rocosas con abundantes algas se encuentran recubiertos de apéndices que asemejan malezas, mientras que los especímenes hallados en aguas más profundas en suelos suaves con corales suaves y esponjas poseen menor cantidad de apéndices. Su color puede presentar grandes variaciones desde el rojo oscuro y el púrpura al amarillo y lavanda. Las variaciones son tan amplias que a menudo los especímenes son identificados de manera incorrecta entre esta especie y las dos especies emparentadas, Rhinopias aphanes y Rhinopias eschmeyeri. En efecto, algunos sostienen que Rhinopias eschmeyeri es una variante morfológica de Rhinopias frondosa en vez de una especie distinta.  Sin embargo, un estudio realizado en el 2006 por Motomura y Johnson confirmó la existencia del R. eschmeyeri y lo distinguió de otros miembros del género Rhinopias.

## Distribución

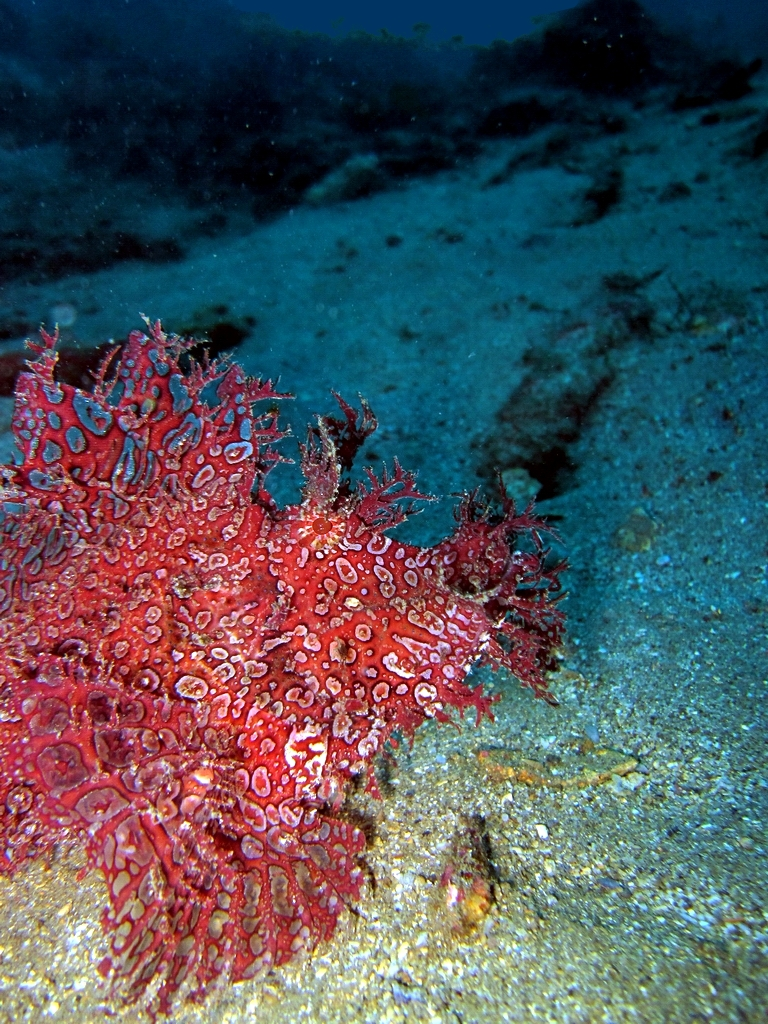
Pez escorpión maleza en Taiwán.

El pez escorpión maleza habita en el Océano Índico y en la zona oeste del Océano Pacífico, desde Japón hasta Australia y desde Sudáfrica hasta las islas Carolinas. Habitan en profundidades entre los 13 a 90 metros.

## Alimentación y comportamiento
Al igual que casi todos los Scorpaenidae, el pez escorpión maleza es un cazador nocturno mediante emboscada, utilizando su camuflaje para sorprender a peces e  invertebrados. Rara vez nadan, y prefieren moverse por el fondo impulsándose por el suelo con sus aletas.

## En acuarios
El pez escorpión maleza no posee valor comercial como alimento, pero es muy requerido y se abonan importantes sumas de dinero para exhibirlo en acuarios. Si bien se los puede hallar en Europa y Estados Unidos, principalmente son exportados a Japón donde son muy cotizados.